# Brikkenbekker

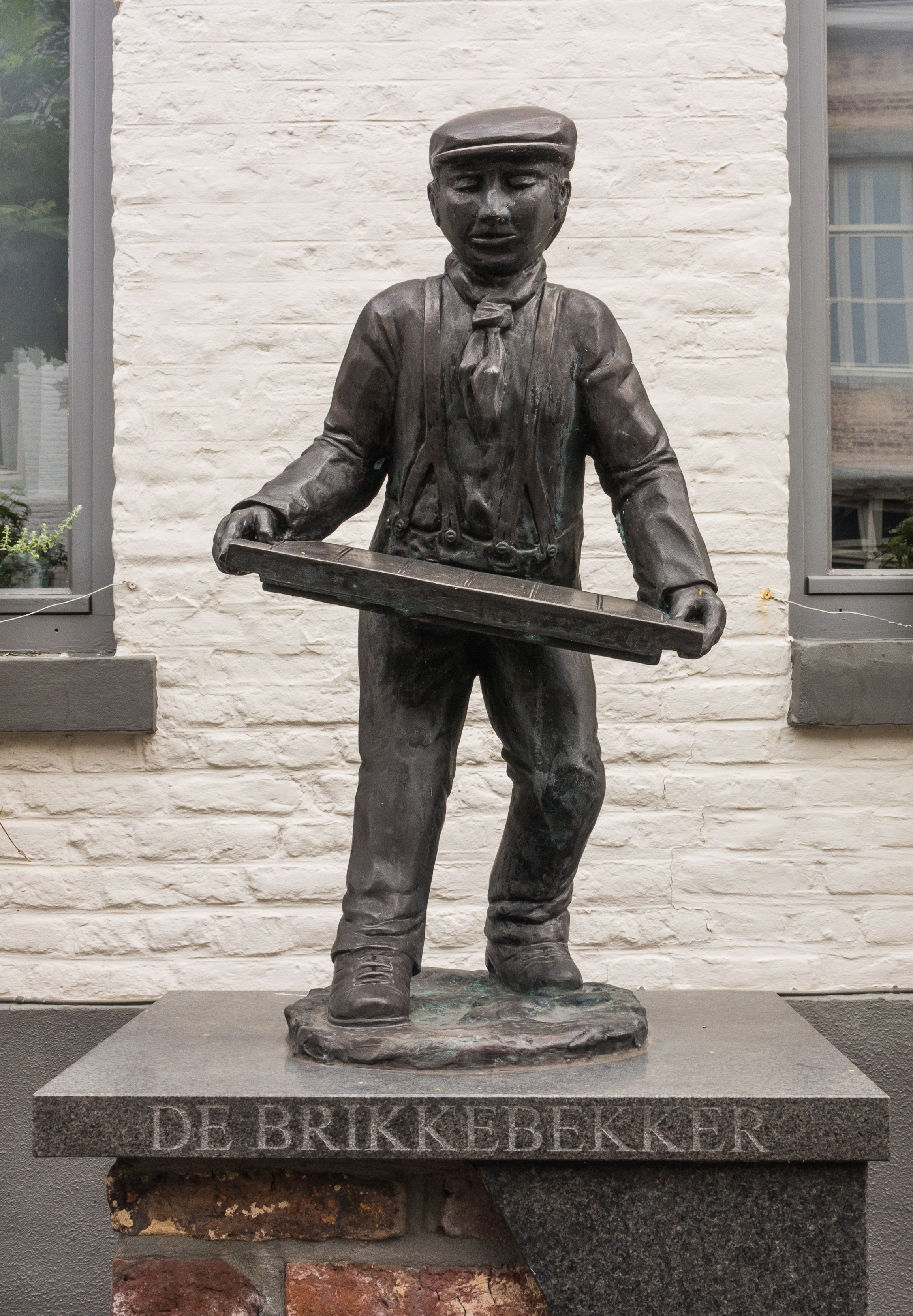
De brikkebekker in Rekem

Een brikkenbekker (Nederlands: baksteenbakker), ook brikkebekker, was een man die vanuit uit de Maaslandse dorpen in Belgisch en Nederlands Limburg  naar het Duitse Rijnland trok om er te werken in de baksteenindustrie.

## Achtergrond
Na de oorlog van 1870 en de Franse nederlaag tegen de Duitsers moest Frankrijk een enorme schadevergoeding aan Duitsland betalen. Onder meer het Ruhrgebied werd hiermee verder uitgebouwd. Hiervoor waren grote hoeveelheden bakstenen nodig. Deze seizoensarbeid stond niet op zichzelf, maar maakte deel uit van een reeds langer bestaande trek naar de zware industrie in het Duitse grensgebied, toen deel van het opkomende Pruisen, dat arbeidskrachten aantrok met hogere lonen en -voor die tijd- goede sociale voorzieningen.
Vanaf 1860 trokken mensen, die in hun eigen -armoedige- streek geen werk konden vinden, naar de omgeving van Düsseldorf, Keulen, Bonn en later ook zuidelijker. Verschillende van hen hadden ervaring in het werk bij de ringovens in de Maasuiterwaarden en reisden met hier gevormde werkploegen naar werkgevers in Duitsland, waarmee vooraf een akkoord was bedongen. Ze vertrokken tussen Palmzondag en Beloken Pasen met de kar naar Maastricht en dan verder met de trein nadat ze hun akker hadden ingezaaid. Als het Maasland in 1881 wordt geteisterd door zware overstromingen kwam de trek in 1883 goed op gang. Vooral Mechelen-aan-de-Maas leverde een groot aantal brikkenbekkers: 200 in 1884, in 1890 300 tot 350 arbeiders, die 25 ploegen vormden.
In de regel waren het zogenaamde keuterboeren, arme boeren die nauwelijks konden rondkomen van hun werk, meestal op zandgrond in en rond het Boseind, ten westen van het Mechelse dorpscentrum. Om in hun levensonderhoud te voorzien waren veel Maaskanters naast hun boerenbedrijfje werkzaam als schipper, schippersknecht, lijndrijver, visser, mandenmaker (korver of kurver), knecht, dagloner (losse werkman), bouwvakker en ambachtsman. Het werk in de baksteenindustrie was veel lonender.
Vrouwen en kinderen gingen vaak mee, men spijkerde dan vensters en deuren van hun woning dicht met planken en zakken, het vee werd uitgeleend. Er zijn Maaslanders die nog steeds contact houden met hun familie in het Rijnland, nazaten van brikkenbekkers die in Duitsland zijn gebleven.

## Aan de slag
Een vormer met ervaring onderhandelde met de opdrachtgever (heer) over een akkoord om de volgende zomer een hoeveelheid brikken te maken. In de winter trok de vormer erop uit om helpers te vinden die een meepenning van 5 frank ontvingen. Kinderen die meegingen om te werken kregen 2,5 frank.
Hoe sterker de ploegbaas, hoe meer brikken zijn ploeg van tien man kon maken. Hij was de vormer die de klei in de baksteenvorm klatst. Hij verdiende daarmee per duizend stenen 1,1 frank terwijl de helpers 60 tot 70 frank per maand verdienden en de kost. Dat leverde hen een kwart meer op dan thuis te werken, als er al werk was.
De ploeg bestond meestal uit drie leemmakers die als taak hadden om veertien tot vijftien kubieke meter klei met de voeten in het water tot bewerkbare massa te kneden. Drie leemvaarders of schörgers voerden iedere dag 28 ton leem met de kruiwagen naar de vormer. Hij pletste met iedere hand twee vakken van de leemvorm vol met leem. Jongens en meisjes droegen de bakvorm van meer dan zes kilo naar het droogveld, 1500 keer per dag. Willem Berix uit Maasband zei dat men na een week niet meer wist of men e menneke of e wiefke waas.
Jan Schuermans en zijn ploeg schörgers slaagden erin om op het leemveld van Dollendorf  per dag 20.000 brikken te maken, dubbel zoveel als normaal. Dat zijn er twintig per minuut en 14000 per dag. In de hut van de brikkenbekkers begon de dag om half vier en men werkte tot tien uur 's avonds, vier maanden aan een stuk, van maandag tot zaterdag en een deel van de zondag. De dag begon met een halve sjobber jenever, goedkope aardappeljenever uit Keulen. Het overmatige alcoholgebruik, dat vaak gepaard ging met deze zware seizoensarbeid, was spreekwoordelijk en eiste niet zelden een hoge tol. Aan voeding was er meestal geen gebrek.
De Eerste Wereldoorlog en de komst van de steenkoolmijnen maakten een einde aan de trek van de brikkenbekkers. Ook de nood aan baksteen in eigen streek door de bouw van onder meer mijnwoningen zorgden voor productie van baksteen in ringovens. 